# Metapenaeus suluensis
Metapenaeus suluensis är en kräftdjursart som beskrevs av Racek och Dall 1965. Metapenaeus suluensis ingår i släktet Metapenaeus och familjen Penaeidae. Inga underarter finns listade i Catalogue of Life.